# Núi Hiyori
Núi Hiyori (日和山 (Nhật Hòa sơn) Hiyoriyama) nằm ở quận Miyagino, thành phố Sendai, tỉnh Miyagi, là ngọn núi thấp nhất Nhật Bản. Từ năm 1991 đến năm 1996, và thêm một lần nữa là vào ngày 9 tháng 4 năm 2014, sau trận động đất và sóng thần Tohoku, Cơ quan Thông tin Không gian Địa lý của Nhật Bản đã công nhận đây là "ngọn núi thấp nhất Nhật Bản".

## Tổng quan

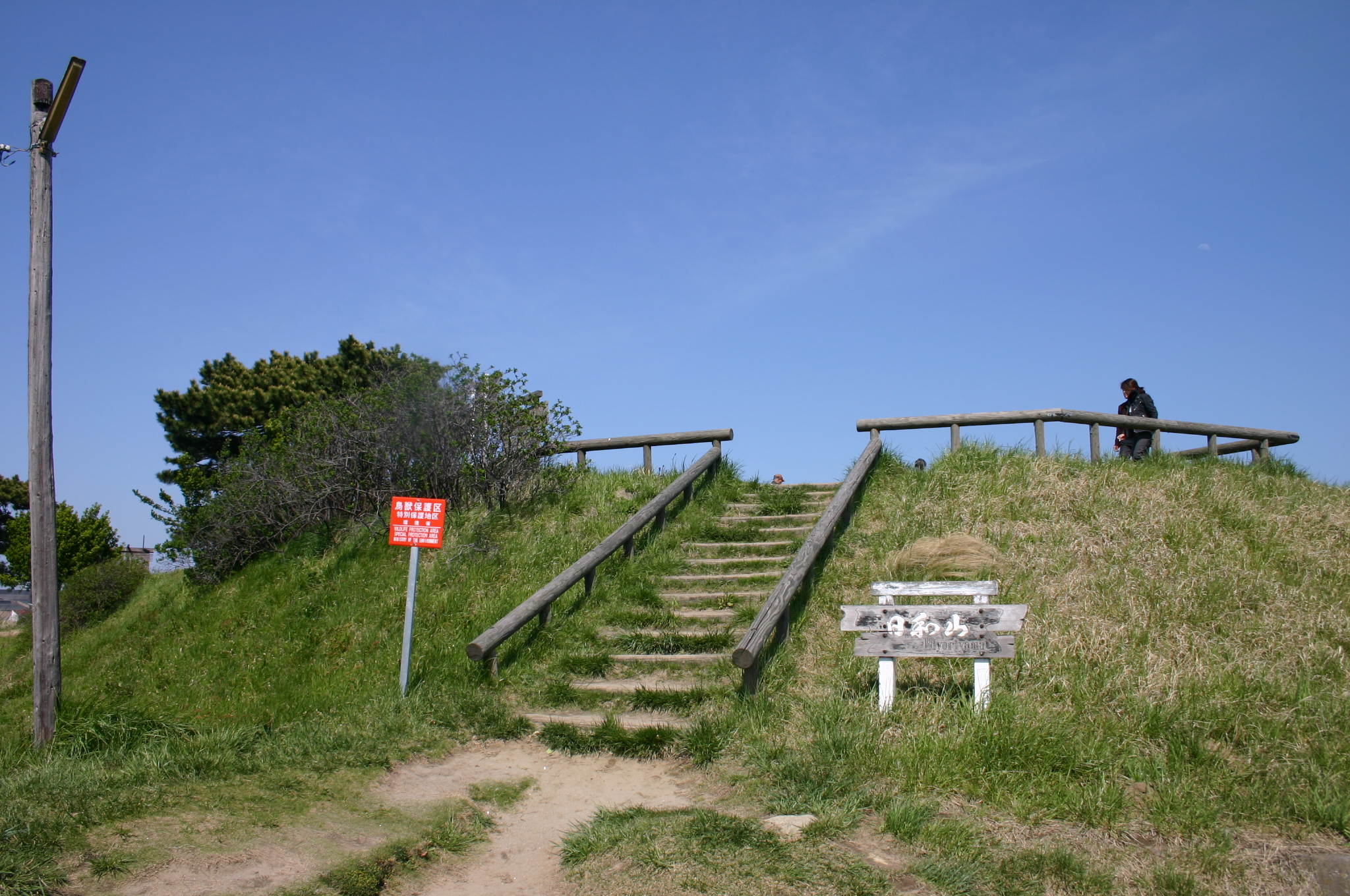
Núi Hiyori vào năm 2004

Ngọn núi này nằm ở vùng ven biển của thành phố Sendai, hướng ra Thái Bình Dương, vị trí của nó gần với cửa sông Nanakita và bãi bồi Gamo, một khu vực đã được chỉ định là Khu bảo tồn động vật hoang dã ven biển Sendai, với nhiều loài chim quý hiếm. Trước đây, nó cao 6,05 m so với mực nước biển, với khối núi dài khoảng 40 m từ bắc xuống nam và rộng khoảng 20 m từ đông sang tây, có một con đường mòn ở phía tây nam của khối núi, với 14 bậc thang. Hiện tại chỉ có 6 bậc thang lên núi.
Năm 1909, ngọn núi nhân tạo này được xây dựng để quan sát bờ biển và sử dụng nó làm điểm mốc từ biển. Nó được tạo thành từ việc đổ đất và cát khi nạo vét con kênh Teizan gần đó. Năm 1972, núi được Cơ quan Môi trường Nhật Bản chọn làm "trạm quan sát chim". Nó từng được công nhận là ngọn núi thấp nhất Nhật Bản trên bản đồ địa hình của Cơ quan Thông tin Không gian Địa lý Nhật Bản, nhưng vị trí đó đã được nhượng lại khi Núi Tenpō (Thành phố Osaka) được liệt kê là núi thấp nhất Nhật Bản, với độ cao 4,5 m.
Năm 2011, có báo cáo rằng nền đất của núi đã lún xuống do trận động đất và sóng thần Tōhoku năm 2011 và nó đã bị phá hủy cùng với bãi bồi Gamo sau khi bị sóng thần tấn công trực tiếp. Theo báo cáo vào ngày 9 tháng 4 năm 2014, nó đã được công nhận là một ngọn núi có độ cao 3 mét (9,8 ft) trong một cuộc khảo sát của Cơ quan Thông tin Không gian Địa lý Nhật Bản. Kết quả là nó đã thấp hơn Núi Tenpō sau 18 năm và một lần nữa trở thành ngọn núi thấp nhất ở Nhật Bản. Ngày 1 tháng 7 năm 2014, người dân địa phương và du khách, bao gồm 180 nhà leo núi đã tụ về dự lễ "khai trương" lại ngọn núi.
Chính quyền địa phương đã có kế hoạch xây dựng bờ kè ven biển cao 7,2 mét và Hiyori có khả năng vướng vào địa điểm xây dựng theo quy hoạch. Tuy nhiên, theo Ban Quản lý Phường Thành phố Sendai phát ngôn: "Ngọn núi đã được người dân yêu mến ngay cả trước trận động đất và chúng tôi không có kế hoạch xóa nó khỏi bản đồ địa hình ở giai đoạn này."

## Ảnh
|  |  |